# Kidd Jordan

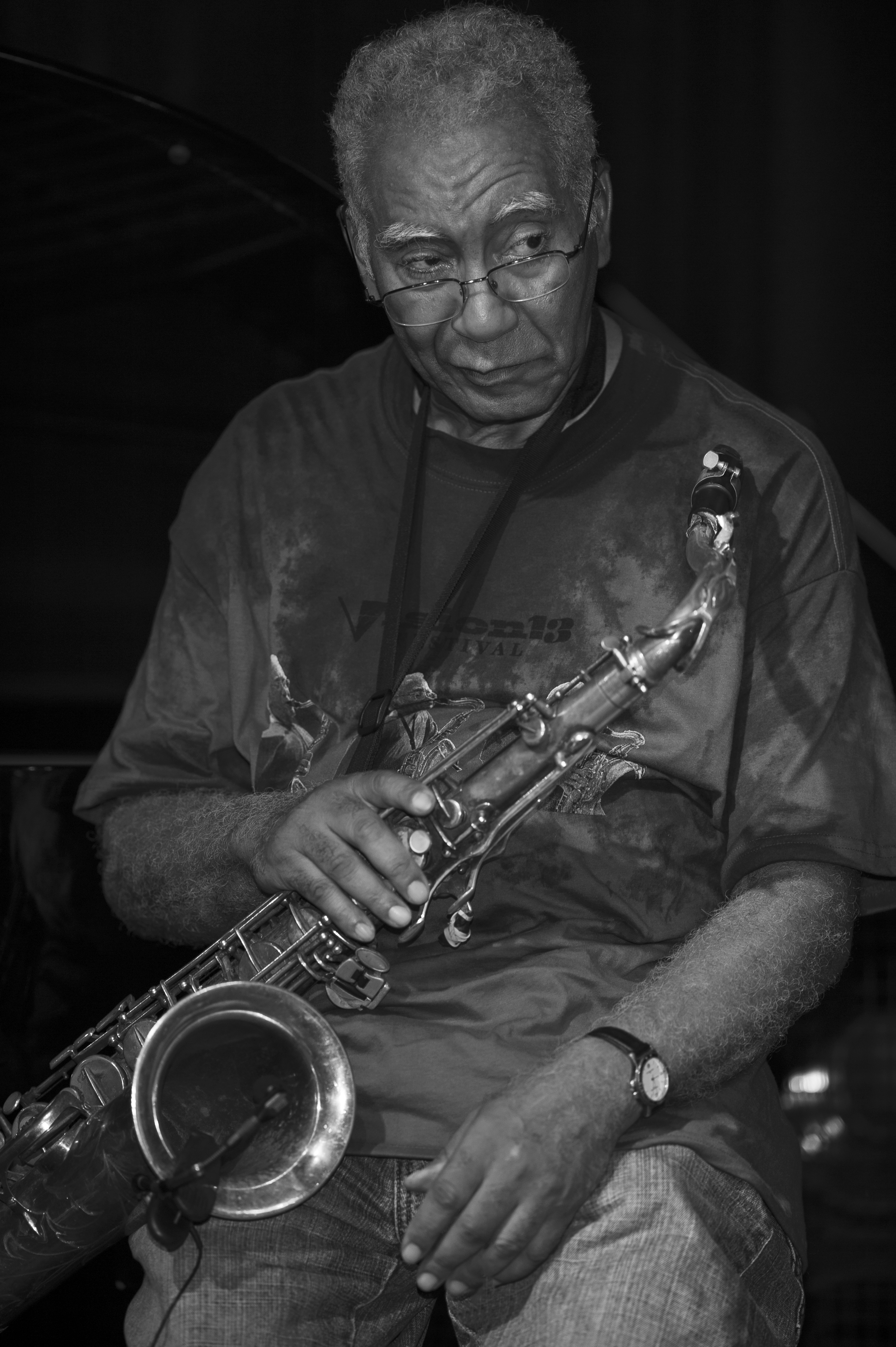
Kidd Jordan, en el XIII Festival Visión

Edward " Kidd " Jordan (Crowley, 5 de mayo de 1935 – 7 de abril de 2023) fue un saxofonista de jazz y educador musical estadounidense de Nueva Orleans, Luisiana. Enseñó en la Southern University de Nueva Orleans de 1974 a 2006.

## Biografía
Nació en Crowley, Luisiana,  y se crio durante la época en que el cultivo de arroz era la actividad económica predominante en la zona.  Ha señalado que la música en el suroeste de Luisiana era "estrictamente Zydeco y Blues de todos lados, y eso es lo que comenzó a escuchar".  El músico de Zydeco, Clifton Chenier, provenía de la misma zona, al igual que el saxofonista tenor, Illinois Jacquet (cuyo profesor de música también instruyó a Jordan).  
Los primeros instrumentos de Jordan fueron la melodía en do y los saxofones altos.  Mientras estaba en la escuela secundaria, Jordan comenzó a realizar "arreglos originales para tres o cuatro saxofones" con algunos músicos mayores y se sumergió en la música de Charlie Parker.  Jordan leyó solos transcritos en la revista Down Beat, pero también aprendió la música de Parker de oído.  Le da crédito a Illinois Jacquet por haberle dado la idea de tocar improvisación libre, pero se vio más profundamente afectado por el free jazz de Ornette Coleman (que anteriormente había actuado en la zona con bandas de blues). 
Se especializó en educación musical en la Southern University en Baton Rouge, y asistió a la escuela al mismo tiempo que su cuñado, Alvin Batiste.  Originalmente planeó convertirse en saxofonista alto clásico.  Se mudó a Nueva Orleans en 1955 y comenzó a tocar frecuentemente en conciertos de R&B con músicos como Guitar Slim, Ray Charles, Big Maybelle, Big Joe Turner, Chuck Willis (con George Adams como barítono) y Choker Campbell.  Ha descrito estos conciertos como "satisfactorios para mí, porque tenía la sensación de lidiar con eso. He tocado con algunas de las grandes vocalistas femeninas, desde Gladys Knight hasta Aretha Franklin, o Big Maybelle, La pequeña Esther, Lena Horne y hay una estética al tratar con esa gente que mucha gente no logra. Y la estética del blues es parte de lo que quiero tener en mi forma de tocar. No me importa cómo salga." 
Jordan actuó con saxofones tenor, barítono, soprano, alto, melodía en do y sopranino, así como clarinetes contrabajo y bajo. Indicó una preferencia por tocar música "ajena" (por ejemplo, improvisación libre) en tenor, porque asociaba estrechamente el alto con su estudio anterior del repertorio, el tono y la técnica clásicos.  Jordan actuó y grabó con una amplia selección de músicos en estilos que van desde el R&B hasta el jazz de vanguardia, incluidos Ray Charles, Stevie Wonder, REM, William Parker, Alvin Fielder, Archie Shepp, Fred Anderson, Ornette Coleman, Ellis Marsalis, Cannonball Adderley, Ed Blackwell y Cecil Taylor.   En 2008, el Vision Festival le otorgó un reconocimiento de por vida. 
En sus actuaciones y grabaciones, su música era completamente improvisada: "Todo lo que escuchas en mis álbumes es improvisado", explicó. "Es una improvisación colectiva, pero no hay melodías. Intenté escribir ideas hace mucho tiempo, pero ya no lo hago".
El Ministerio de Cultura francés reconoció a Jordan como Caballero (Chevalier) de la Ordre des Arts et des Lettres en 1985. El gobierno francés le otorgó el premio artístico más alto por su ímpetu como educador e intérprete visionario.
Jordan enseñó a Donald Harrison y Branford Marsalis cuando los dos eran adolescentes y fue instructor en el Centro de Artes Creativas de Nueva Orleans (NOCCA).  Como profesor de estudios de jazz en la Southern University de Nueva Orleans, Jordan animó a sus estudiantes a buscar nuevos enfoques de las formas musicales tradicionales. Uno de los estudiantes de Jordan fue el trombonista Charles Joseph, quien luego cofundó la Dirty Dozen Brass Band . Jordan compuso "Kidd Jordan's Second Line" para Dirty Dozen Brass Band antes de su primera aparición europea en 1982, y también actuó con la banda.
En 2006, perdió su casa y la mayoría de sus posesiones tras el paso del huracán Katrina.  Unas semanas después del huracán, grabó el álbum Palm of Soul en Brooklyn con William Parker y Hamid Drake.  Regresó más tarde a Orleans. 
En 2007,  viajó al oeste con Alvin Fielder y William Parker para tocar con Prince Lasha y John Handy en la banda The Eddie Gale All Star para el Festival de Jazz de San José.
El 7 de noviembre de 2010, fue incluido en el Salón de la Fama de la Música de Luisiana en un evento en el Montrele's Bistro de Nueva Orleans.
En 2011, la serie de televisión Treme presentó un tema de Palm of Soul, "Last of the Chicken Wings".   Más tarde hizo una breve aparición en Treme. 
Murió el 7 de abril de 2023, a la edad de 87 años.   Tuvo siete hijos, a todos ellos les enseñó música.  Su hijo Kent Jordan es flautista de jazz y otro hijo, Marlon Jordan, es trompetista de jazz. Su hija Stephanie Jordan es vocalista de jazz y otra, Rachel Jordan, es violinista clásica.

## Discografía

### Como líder o colíder
- New Orleans Festival Suite (Silkheart, 1999)
- Kidd' Stuff (Danjor)
- The All-Star Game (Eremite, 2003)
- Live at the Tampere Jazz Happening 2000 (Charles Lester, 2004)
- Palm of Soul (AUM Fidelity, 2006)
- On Fire (Engine, 2011)
- On Fire Volume 2 (Engine, 2012)
- A Night in November (Valid, 2013)
- Trio and Duo in New Orleans (NoBusiness, 2013)
- Last Trane to New Orleans (2020)

### Como acompañante
con Larry Williams:
- Bad Boy (Specialty)

con Professor Longhair:
- Mardi Gras in Baton Rouge (Rhino)

con The Improvisational Arts Quintet:
- No Compromise! (Prescription)

con Hamiet Bluiett:
- The Clarinet Family (Black Saint)

con Johnny Adams:
- Good Morning Heartache (Rounder)

con Joel Futterman:
- Revelation (Kali)
- New Orleans Rising (Konnex Records)
- The Joel Futterman / 'Kidd' Jordan Trio with Alvin Fielder-Southern Extreme (Drimala Records)

con William Parker:
- Essence of Ellington (Centering, 2012)

con Alan Silva:
- Emancipation Suite (Boxholder, 2002)
- Alan Silva &amp; the Sound Visions Orchestra (Eremite, 2001)
- H.Con.Res.57/Treasure Box (Eremite, 2003)

con R.E.M.:
- Out of Time (Warner Bros. Records)

con Fred Anderson:
- 2 Days in April (Eremite, 2000)
- 21st Century Chase (Delmark, 2009)

con World Saxophone Quartet:
- Yes We Can (Jazzwerkstatt, 2010)